# Mughiphantes sobrius
Mughiphantes (Mughiphantes) sobrius – gatunek pająka z rodziny osnuwikowatych.

## Opis
Długość ciała samic wynosi od 2,5 do 2,9 mm, a samców od 2,8 do 2,9 mm. 

## Występowanie
Gatunek arktyczny. Występuje na rosyjskiej Nowej Ziemi i norweskiej Jan Mayen.